# Hugo Napoleão do Rego
Hugo Napoleão do Rego (União, 25 de junho de 1892 – Rio de Janeiro, 1º de setembro de 1965) foi um advogado, jornalista e deputado federal pelo Piauí.

## Dados biográficos
Filho de Artur Napoleão do Rego e de Olímpia Martins do Rego. Aluno da Faculdade de Direito de Recife, transferiu-se para a Faculdade de Direito do Pará onde se graduou em 1911. No estado amazônico exerceu a advocacia, foi procurador fiscal do Tesouro Nacional e colaborou em O Jornal e na Folha do Norte. De volta ao Piauí dirigiu o jornal Estado do Piauí e foi juiz municipal em José de Freitas. Trabalhou ainda no contencioso do Banco do Brasil e integrou o Instituto Geográfico do Pará e o Instituto dos Advogados Brasileiros.
Na política foi eleito deputado estadual à Assembleia Legislativa do Piauí em 1922 e 1925 e deputado federal em 1927, fato que o levou a fixar residência no Rio de Janeiro. Na então capital federal retornou à advocacia e foi secretário da Junta Internacional dos Jurisconsultos Americanos. Participante da Revolução de 1930, foi reeleito pela Aliança Liberal em março daquele ano e conquistou novos mandatos em 1933 pelo Partido Nacional Socialista do Piauí e em 1934 pelo Partido Progressista Piauiense.
Membro da Assembleia Nacional Constituinte que elaborou a Constituição de 1934, deixou o parlamento com a decretação do Estado Novo em 1937, só retornando à política via PSD em 1947 quando foi derrotado ao candidatar-se a senador, sendo eleito deputado federal em 1954.
Pai do embaixador Aluizio Napoleão e avô de Hugo Napoleão do Rego Neto, que atua na política do Piauí e foi governador do estado.